# 民主国民連合 (スリランカ)
民主国民連合（みんしゅこくみんれんごう、シンハラ語: ප්‍රජාතන්ත්‍රවාදී ජාතික සන්ධානය、タミル語: ஜனநாயகக் கட்சி、英語: Democratic National Alliance、略称：DNA）は、2010年議会選挙のために結成された政党連合。元陸軍司令官のサラット・フォンセカが結成した。構成する政党は以下の通り。
- スリランカ人民解放戦線（JVP）
- 民主国民戦線（DNF）
- 民主統一国民戦線（DUNF）
- タミル人民会議（PTC）
- ムスリム組織の声

## 選挙結果
2010年総選挙ではわずか5％の得票率にとどまり、225議席中7議席の獲得に留まった。これは同年に実施された大統領選でフォンセカが40％の得票率を示したことに対して大幅な下落であり、その原因としては統一国民党（UNP）やタミル国民連合（TNA）などの主要政党がDNAに参加しなかったことが挙げられる。その後フォンセカが逮捕・収監されたため、フォンセカの議席は2010年10月7日に空席となった。
| 選挙年 | 得票数  | 得票率 | 議席数  | 増減 | 与党/野党 |
| ------ | ------- | ------ | ------- | ---- | --------- |
| 2010   | 441,251 | 5.49%  | 7 / 225 | 7    | 野党      |